# Història del safrà

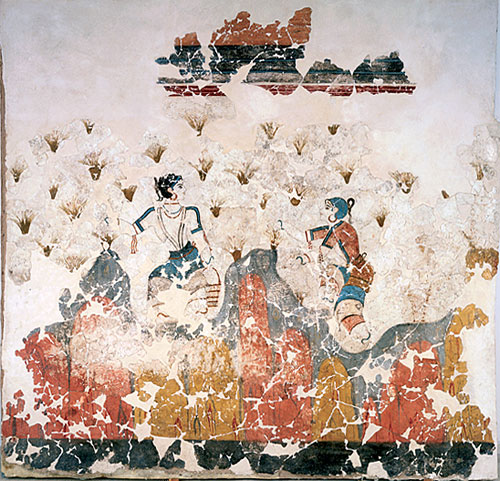
Flors de safrà recollides per dues dones en un fresc de la civilització minoica a l'illa de Santorini

La història del safrà, el seu cultiu i utilització, arriba a tenir una antiguitat de més de 3.500 anys i s'estén per moltes cultures, continents i civilitzacions. El safrà és una espècia derivada d'assecar els estigmes de l'espècie Crocus sativus; s'ha mantingut entre les substàncies més cares (per unitat de pes) al llarg de la història. En llengua catalana el safrà, amb el seu nom llatí crocus, ha donat lloc a la paraula per designar el color groc. Amb el seu gust amarg, fragància de fenc, i notes metàl·liques, el safrà ha estat utilitzat com a condiment, perfum, colorant i medicina. El safrà és originari del sud-oest d'Àsia, però va ser cultivat primer a Grècia.
L'antecedent silvestre del safrà és Crocus cartwrightianus. Es van seleccionar estirps de C. cartwrightianus que tinguessin els estigmes particularment llargs. Així, cap als finals de l'edat del bronze a Creta, es va produir una forma mutant de C. cartwrightianus, C. sativus. El safrà ha estat documentat per primera vegada al segle VII aC a Assíria en una referència botànica compilada sota Assurbanipal. S'ha descobert documentació del comerç i ús del safrà, en un període de 4.000 anys, per al tractament de moltes malalties. El safrà s'estengué per la major part d'Euràsia, i més tard al nord d'Àfrica, Amèrica del Nord, i Oceania.

## Antiguitat grecoromana

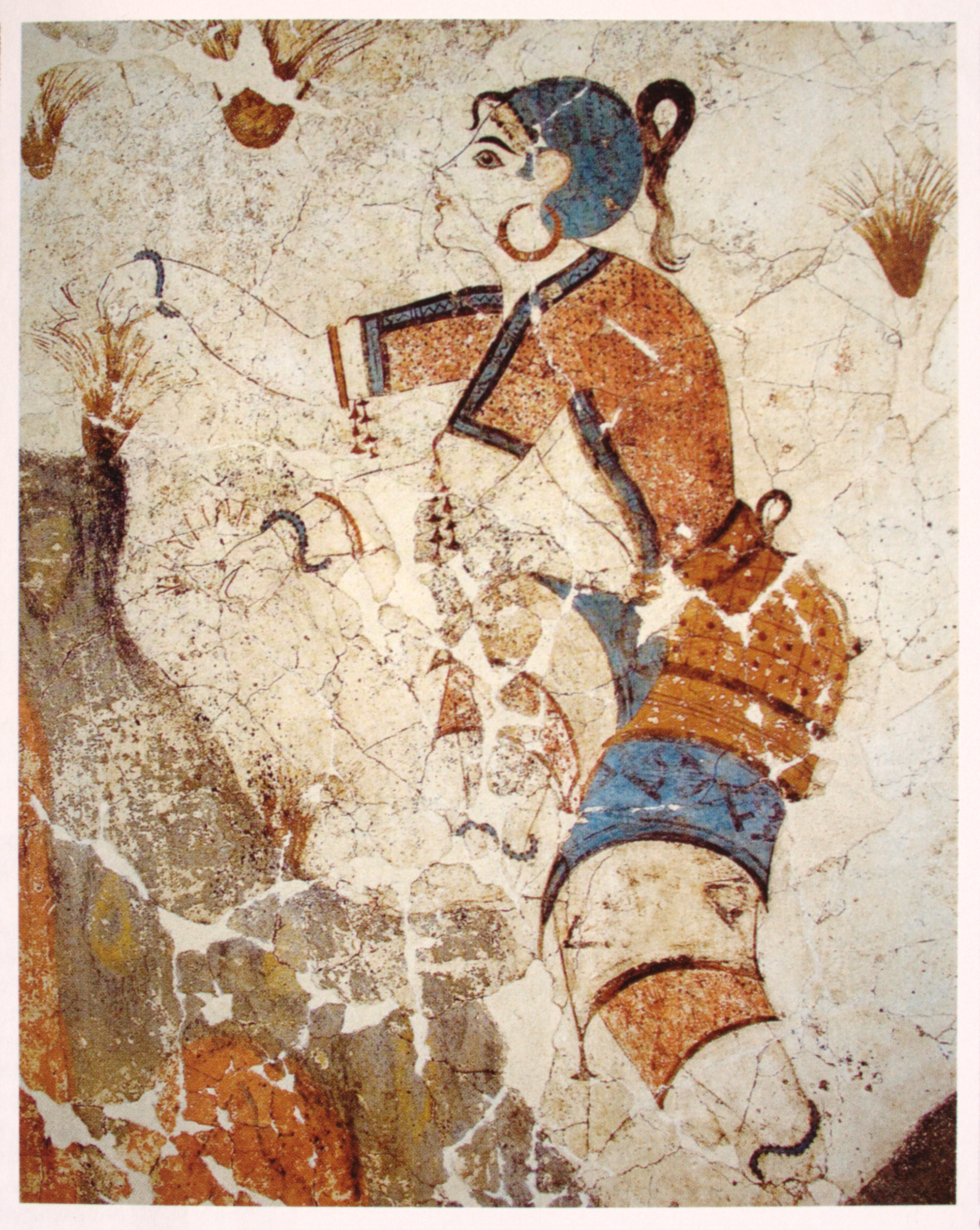
Un detall de recol·lectors de safrà en un fresc minoic d'Akrotiri

El safrà va jugar un important paper en l'antiguitat grecoromana durant el període clàssic (del segle viii aC al III dC). Tanmateix, la primera imatge del safrà en la cultura de l'antiga Grècia és molt anterior a l'edat del bronze. A Creta, al palau de Cnossos, de l'època minoica hi ha un fresc que descriu la collita de les flors per noies joves, i alguns d'aquests frescs estan datats dels anys 1600 a 1500 aC. Les cendres d'una erupció volcànica d'aquesta mateixa època van ajudar a preservar aquestes imatges.
Les llegendes de l'antiga Grècia expliquen com els mariners embarcaven per a un llarg i perillós viatge cap a la remota terra de Cilícia, per obtenir el que es considerava el safrà més valuós. La llegenda més coneguda sobre el safrà és la de la tragèdia de Crocus i Smilax: L'atractiu jove anomenat Crocus perseguia la nimfa Smilax als boscos del voltant d'Atenes. Durant un breu període d'amor idíl·lic Smilax és afalagada per les atencions amoroses de Crocus, però aviat ella l'avorreix. Ell continuà perseguint-la i la nimfa transforma Crocus en una flor de safrà amb els seus vistosos estigmes que recorden la passió per Smilax. La tragèdia seria també relatada per Ovidi:

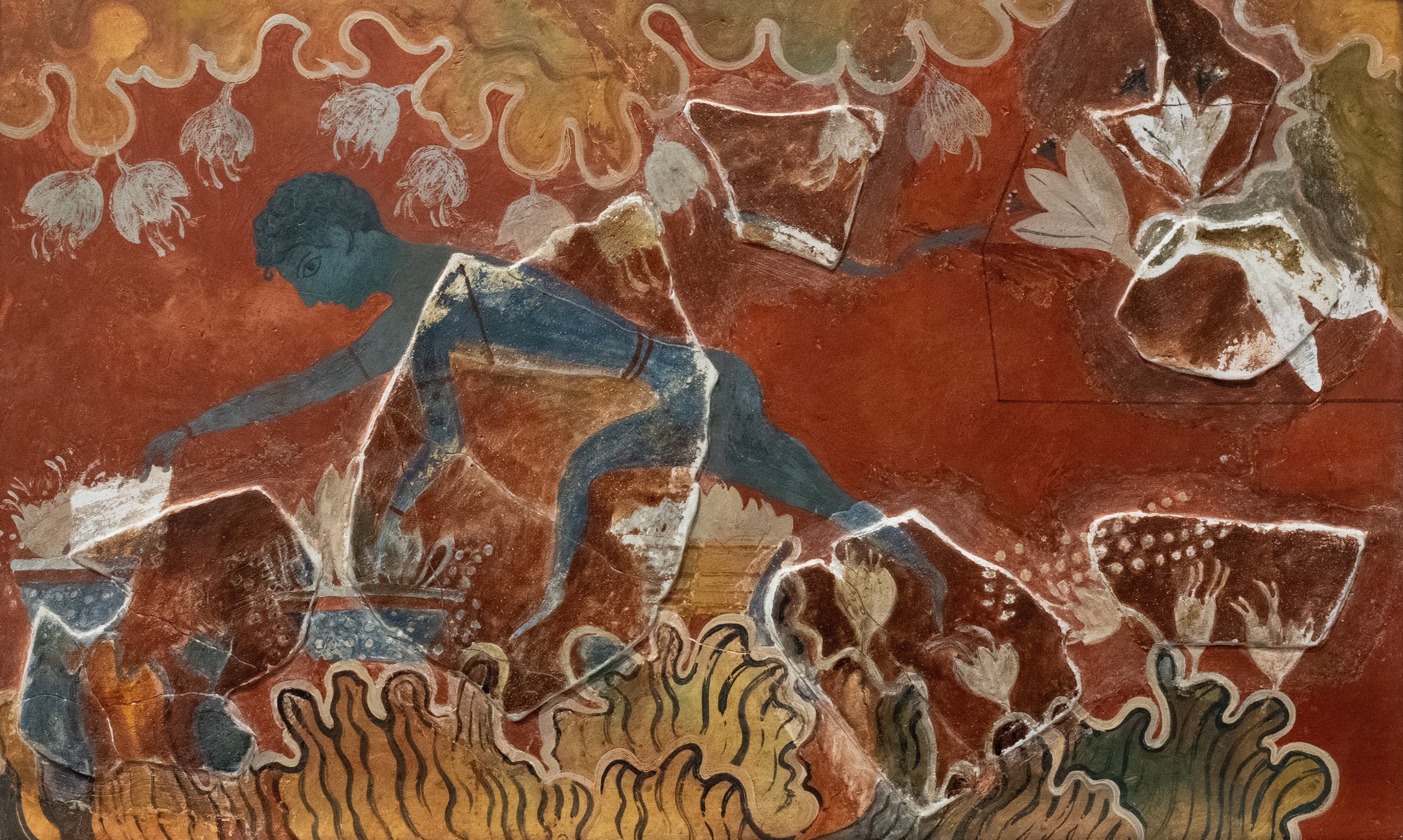
Fresc amb un home recollint safrà de Cnossos, Creta

Les cultures que vivien en l'antiga conca del Mediterrani feien servir el safrà recollit a la ciutat costanera de Cilícia, anomenada Soli, i era considerada la més valuosa, particularment en l'ús de perfums i cosmètics. Per tant, els historiadors de l'època, com Heròdot i Plini el Vell, mencionen com a rival del safrà grec les importacions que venien dels mercats d'Assíria i Babilònia, i aquestes n'eren les millors per als tractaments contra les molèsties gastrointestinals i dels ronyons.
En la part més tardana del període ptolemaic d'Egipte, Cleòpatra feia servir un quart de tassa de safrà en els seus banys calents per les seves propietats colorants i cosmètiques. L'utilitzava abans de les trobades a palau creient que el safrà li donaria un aspecte més agradòs. Els metges egipcis usaren el safrà com a tractament en diverses malalties gastrointestinals. De fet, quan l'estómac feia mal fins al punt de tenir una hemorràgia interna, els tractaments egipcis consistien en l'elaboració d'una pomada a base de llavors de safrà moltes i mesclades amb les fulles de l'arbre aager, greix de bou, coriandre i mirra. Tot junt es posava en una mena de cataplasma que era aplicat de forma externa a la superfície del cos. Els metges tenien l'esperança amb això d'expulsar la sang per la boca o el recte." L'aparell urinari també fou objecte d'aplicació medicinal durant aquella època quan es barrejava en una emulsió amb oli vegetal que feia servir safrà immadur amb les seves flors i les llavors torrades; es feia ús en el lloc afectat en cas dels homes. Les dones n'ingerien una preparació més complicada.

## Orient Mitjà

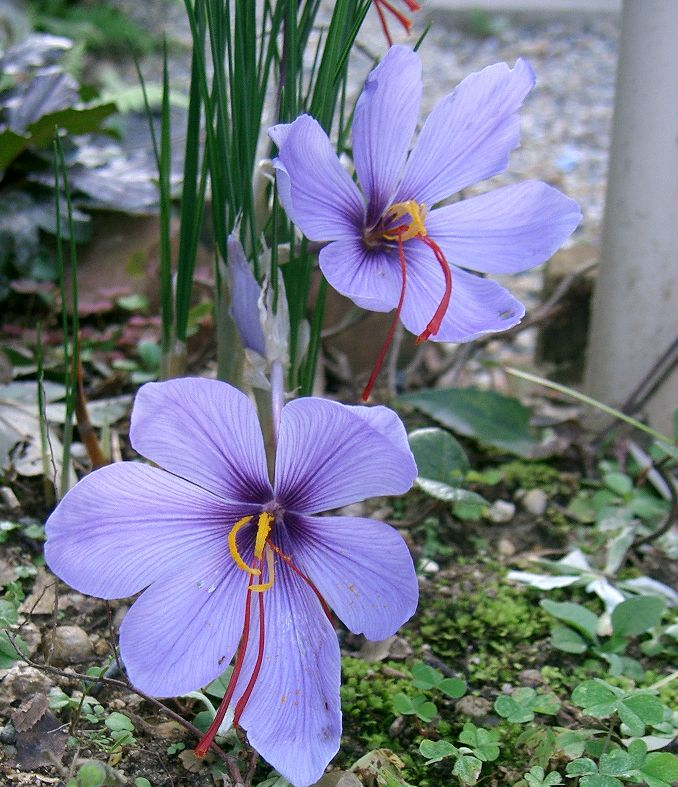
Dues flors de safrà en la prefectura d'Osaka, Japó

S'han trobat pigments fets amb safrà en algunes coves prehistòriques, en l'actual Iraq: en tals coves es representaven alguns animals en llibertat; aquestes pintures s'han datat en 50.000 anys d'antiguitat. Posteriorment s'ha sabut que els sumeris utilitzaven safrà com un ingredient en la màgia i com a substància remeiera. Malgrat això, els sumeris no conreaven la flor i simplement en replegaven exemplars silvestres pensant que només aquests tenien totes les propietats. El safrà, doncs, era una mercaderia que es transportava a llarga distància en el segon mil·lenni aC. El safrà fou honorat com una espècia fragant des de fa tres mil anys en el Tanakh.
En l'Imperi persa, el safrà (Crocus sativus, "Hausknechtii") es conreava a Derbena i Esfahan en el segle x aC. S'han trobat brins de safrà en la trama d'algunes catifes i objectes funeraris d'aquella època. El safrà s'utilitzà com a part de l'ofrena votiva (als déus). El van fer servir com a colorant que dona un fort color groc, així com per a perfum i medicaments. Els fils de safrà s'espargien per les cambres, pel llit, i es prenia en infusió amb l'objectiu de guarir la malenconia, actualment anomenada depressió. Els brins de safrà es feien servir sovint per a condimentar alguns plats, aromatitzar el te, i era molt apreciat pels estrangers que visitaven Pèrsia en creure que tenia efectes narcòtics i afrodisíacs. Tal creença havia originat por als viatgers quan els servien plats amb safrà. A més, el safrà es dissolia en fusta de sàndal (Santalum album) amb aigua per emprar-lo com a agent netejador de la pell i poder suportar el fort sol de Pèrsia. Posteriorment, el safrà persa va ser usat per Alexandre el Gran i les seves tropes durant la campanya a Àsia. El feia servir per a fer te i en els plats amb arròs. Alexandre l'emprava directament amb l'aigua calenta del bany creient que cicatritzava les ferides de guerra. Es té coneixement que aconsellava això als soldats que estaven sota el seu comandament. Els soldats grecs prengueren aquests consells com una creença sobre les seves propietats guaridores i en continuaren la pràctica quan tornaren a Macedònia. El cultiu de safrà arribà a l'actual Turquia: es concentrà al nord de la ciutat de Safranbolu (la ciutat del safrà); l'indret se'l coneix avui pels seus festivals dedicats a la collita del safrà.

## Índia i Xina

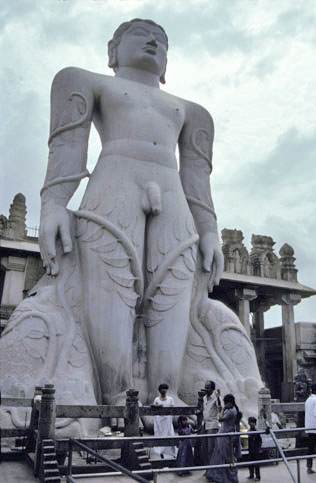
Aquest monòlit del profeta de la religió del jainisme, Bhagavan Gomateshwara Bahubali, situat a l'Índia, és untat amb safrà cada 12 anys com part del festival Mahamastakabhisheka

Les descripcions sobre la primera arribada del safrà a l'Àsia meridional i l'Àsia central són conflictives, hi ha esments sobre que el primer contacte amb l'espècia s'originà per les expedicions de l'Imperi persa a la zona. Els investigadors suggereixen que primer s'usà a l'Índia, per influència persa. Durant aquesta fase se'n trasplantaren els conreus. Una altra variant d'aquesta teoria el faria provinent de Caixmir, amb la primera collita abans de l'any 500 aC. Aquest safrà del Caixmir s'usava contra la malenconia (depressió).
D'altra banda, segons una llegenda tradicional del Caixmir, el safrà arribaria en l'interval que va del segle xi al XII (aC) quan dos estrangers sufís, Khwaja Masood Wali i el xeic Shariffudin de Hazrat viatjaven pel Caixmir. Els estrangers caigueren malalts i suplicaren un guariment a un cacic tribal local. Quan el cacic manà a un metge guarir-los, aquests, agraïts, li donaren un bulb de safrà com a pagament. A aquests dos personatges, se'ls considera actualment sants i tenen una capella a la localitat de Pampore, Índia. Tanmateix, el poeta i erudit Mohammed Yusuf Teng del Kashmiri posa en dubte aquesta llegenda i indica que els caixmirs n'haurien conreat safrà dos mil·lennis abans. De fet,, aquest conreu és autòcton de la zona.
A l'antiga Xina budista hi ha indicis de la Mula-sarvastivadin, orde monàstic (o vinaya) que presenta encara una altra evidència de l'arribada del safrà a l'Índia. D'acord amb la llegenda, un arhat, és a dir, un missioner budista (en el segle V aC) d'origen indi enviat des de Caixmir i de nom Madhyântika (o Majjhantika) menciona que portà els primers brins de safrà. Des d'aquí, el safrà s'expandí per tot el subcontinent indi. S'emprà com a ingredient en l'elaboració de menjars: el safrà es remullava en aigua per adquirir el color groguenc i d'aquesta forma es feia servir com a tint. Tanta era l'admiració de la gent pel safrà, que immediatament després de la mort de Buddha Siddhartha Guatama, els seus monjos decidiren emprar el color del safrà com a color oficial de les seves túniques i abrics.
Alguns historiadors diuen que el safrà s'introduí procedent de la Xina amb les tribus mongols que envaïren Pèrsia. El safrà s'esmenta en alguns textos mèdics xinesos, com ara en la gran farmacopea de Bencao Gangmu (Gran herbal, pàgs. 1552–78), un tom datat al voltant del 1600 aC (i atribuït a la dinastia Shang que arriba a documentar milers de fàrmacs fitoquímics per al tractament de diferents malalties. Fins i tot en el segle iii els xinesos es refereixen al safrà com un producte d'origen caixmir. Per exemple, Wan Zhen, un expert xinès en medicina, esmenta que "l'hàbitat natural del safrà és Caixmir, on la gent el conrea principalment per ser ofert a Buda." Wan també es refereix a com s'emprava el safrà en aquell temps: "La [flor crocus] es marceix en pocs dies, i per aquesta raó es cull de seguida. Es valora pel seu color groc uniforme. Pot ser emprada per aromatitzar el vi."

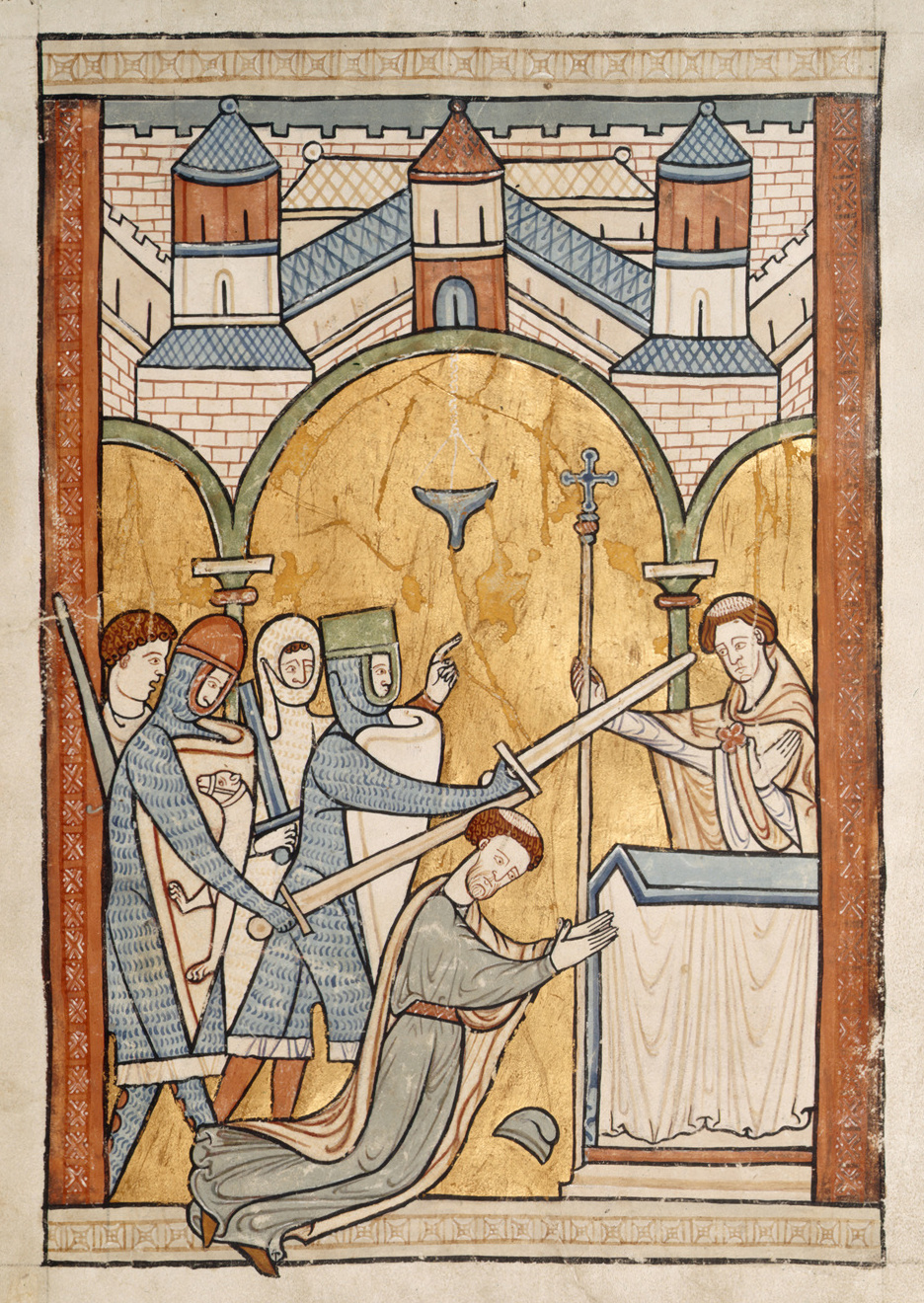
En aquesta miniatura medieval que representa l'assassinat del bisbe Thomas Becket, es fa servir el safrà per a donar el color groc i taronja

En l'actualitat, el conreu del safrà s'ha difós per algunes zones com Afganistan principalment pels esforços de la Unió Europea per promoure el cultiu de la flor de safrà entre les zones més pobres i poder així obtenir un ingrés econòmic legal, enfront del conreu que hi prolifera, l'opi. L'esforç que es realitza sobre aquesta zona és degut en part a les condicions climàtiques del sòl i la temperatura, que el converteixen en ideal per al creixement de la flor.

## Període europeu postclàssic
El conreu a Europa se n'interrompé i començà a decaure amb la caiguda de l'Imperi romà. Durant segles després, el cultiu del safrà era rar o inexistent a Europa, però canvià la situació arran de l'entrada dels àrabs i l'establiment de l'Àndalus. Una de les teories esmenta que el safrà fou reintroduït a Europa al voltant de la zona de Poitiers després de la important batalla de Poitiers en què es trobava Carles Martel l'any 732 comandant un exèrcit de francs contra les tropes àrabs que pretenien entrar a França. Dos segles després de la conquesta de la península Ibèrica, es començà a plantar una altra vegada el safrà al sud de les actuals Andalusia, Castella, La Manxa i País Valencià.
Quan la pesta negra colpí Europa entre l'any 1347 i 1350, la demanda de safrà així com el seu conreu s'incrementà sobtadament, en part perquè era un remei medicinal molt cobejat per les víctimes de la plaga, i per això molts dels agricultors s'esforçaren a millorar-ne la plantació. Grans quantitats de brins de safrà provenien de països extraeuropeus. A més, no era possible aconseguir a Europa els brins de molt bona qualitat que provenien dels països musulmans per la contesa que representaven les croades. D'aquesta forma les importacions realitzades des dels llocs com l'illa de Rodes abastien la part central i septentrional d'Europa. El safrà durant aquesta època fou un dels motius d'hostilitat de les classes dominants cap als cada vegada més rics comerciants. Por exemple, la "Guerra del safrà", que durà 14 setmanes, començà quan es va saber que una mercaderia de 360 kg havia estat robada per la noblesa. Aquesta càrrega de safrà, que havia estat destinada a la ciutat de Basilea, actualment amb els preus de mercats vigents hauria estat valorada en més de 500.000. dòlars. El vaixell que transportava la mercaderia tornà finalment als seus propietaris, però aquest esdeveniment no evità la pirateria realitzada sobre les rutes que transportaven la mercaderia de safrà durant gran part del segle xiii. De fet, els pirates que campaven pel Mediterrani no feien cas dels magatzems d'or i preferien fer incursions en les mercaderies de safrà que navegaven rumb a Venècia i Gènova. Els habitants de Basilea, tenint la pirateria tan pròxima, plantaren el seu propi safrà. Després d'alguns anys de bones i valuoses collites, Basilea es tornà molt rica. Aquesta ciutat procurà mantenir el seu estatus prohibint el transport de safrà fora de les fronteres de la ciutat; amb personal dedicat a prevenir robatoris. Tanmateix, després d'uns deu anys la collita començà a fallar (possiblement pel fenomen de cansament de la terra), i Basilea n'abandonà el cultiu.

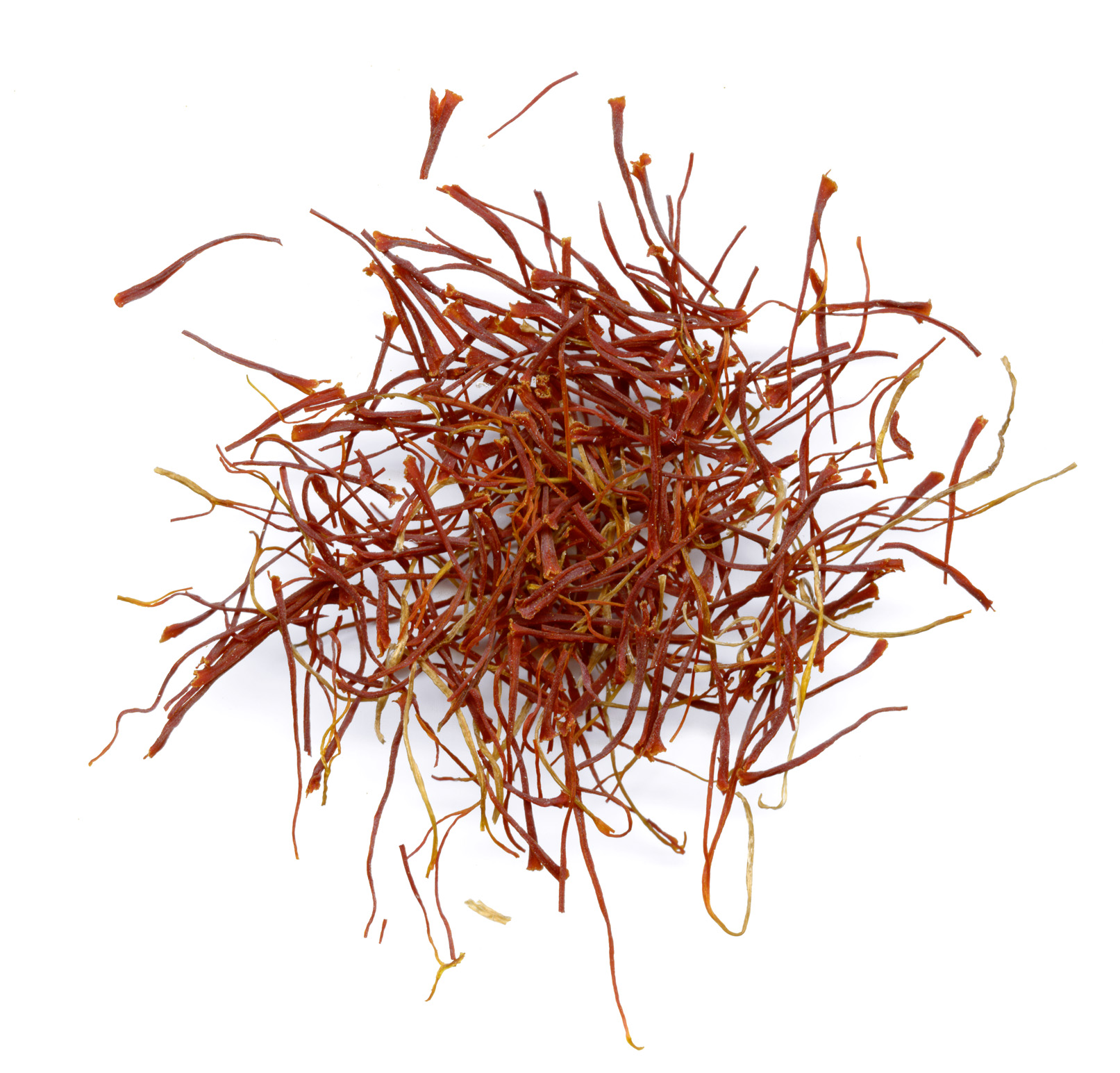
Brins de safrà de l'Iran

El centre de comercialització europeu del safrà es traslladà aleshores a la ciutat de Nuremberg, mentre les naus mercants de Venècia continuaven dominant el mercat a la Mediterrània. En aquests llocs es comercialitzava safrà de diferents orígens: Àustria, Creta, França, Grècia, l'Imperi Otomà, Sicília i l'estat espanyol. Com acostuma a passar també es venia material adulterat i hi havia sistemes per augmentar-ne el pes com el safrà remullat en mel o guardat en cel·les humides. Aquestes activitats alertaren les autoritats de Nuremberg i aviat se'n regulà el comerç i la distribució sota el codi anomenat Safranschou. Les adulteracions fetes al safrà estaven penalitzades i arribaven a execucions amb pena de mort. Poc després Anglaterra emergí com un dels més grans productors europeus de safrà. El safrà, segons una llegenda, es propagà per les costes de l'oest d'Anglaterra en el segle xiv durant el regnat d'Eduard III gràcies a un pelegrí que portà un bulb de safrà amagat en el bastó buit que duia des d'Orient a la ciutat de Walden. Allí es plantà el bulb i començà a reproduir-se, i donà a la ciutat una gran prosperitat. Durant aquests anys el safrà es cultivà amb èxit al llarg d'Anglaterra. Algunes ciutats com Norfolk, Suffolk i el sud de Cambridgeshire en conreaven una cultivar amb grans estigmes. Rowland Parker proporciona exemples de cultiu a la vila de Foxton durant els segles xvi i xvii: "n'hi dedicava la gent una petita porció de les seves terres"; un acre plantat podria proporcionar prop de 6 lliures; fent-ne una bona collita un cultivador podia portar una bona vida."

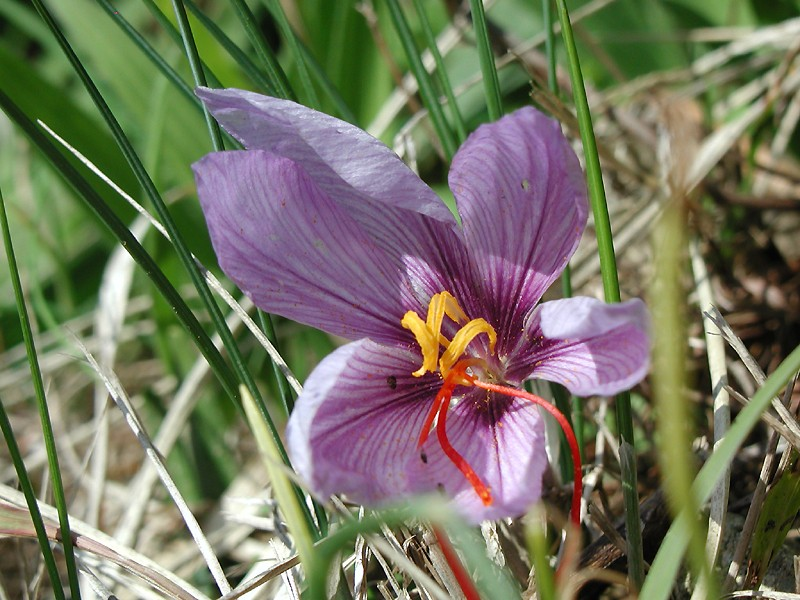
Una flor de safrà

Tanmateix, el cultiu fet a Anglaterra al llarg del temps anà disminuint fins a la petita producció actual que ha sobreviscut al voltant del comtat d'Essex. De fet, el nom de la ciutat de Saffron Walden prové del seu famós conreu de safrà, i n'és a més un centre de comerç important del nord d'Europa. El seu nom original era Cheppinge Walden i en l'actualitat el blasó de la ciutat mostra una flor de Crocus sativus. Amb l'arribada del puritanisme en la cuina medieval es van fer servir altres espècies i es deixà de banda el safrà en la cuina anglesa; els seguidors del puritanisme afavoriren l'ús de plats més senzills i sense espècies. Amb aquest nou corrent religiós es va utilitzar menys el safrà, i això s'agreujà pel fet que amb el descobriment de la ruta marítima de l'Índia es van difondre altres espècies exòtiques.
Aquesta tendència a fer servir cada vegada menys el safrà la documentà el reverend William Herbert, deà de Manchester. Herbert recopilà molta informació sobre el safrà. Els nous conreus d'origen americà com la patata i el blat de moro s'estengueren i llevaren lloc al conreu del safrà. A més, les classes socials altes s'interessaven més pels nous productes que s'oferien d'ultramar com la xocolata, el cafè, el te i la vainilla. Actualment només al sud de l'estat francès, italià i espanyol es continua utilitzant el safrà amb un ús molt arrelat culturalment i gastronòmica.

## Amèrica del Nord
El safrà arribà a Amèrica quan milers d'alsacians, alemanys, i suïssos anabaptistes, dunkards i altres practicants de religions europees perseguides hi emigraren. Gran part d'aquests s'assentaren a l'oest de Pennsilvània, a la vall del riu Susquehanna. Aquests colons foren els fundadors del que més endavant s'anomenaria Pennsylvania Dutch, és molt possible que cap a l'any 1730 hi hagués cultius de safrà per primera vegada a Amèrica.